# Olios fuhrmanni
Olios fuhrmanni är en spindelart som beskrevs av Embrik Strand 1914. Olios fuhrmanni ingår i släktet Olios och familjen jättekrabbspindlar. Inga underarter finns listade i Catalogue of Life.